# Grup Lie
În matematică, un grup Lie (pronunțat /liː/) este un grup care este și varietate diferențiabilă⁠(d), cu proprietatea că operația de grup și simetrica ei sunt diferențiabile. Grupurile Lie sunt numite astfel în cinstea matematicianului norvegian Sophus Lie, care a pus bazele teoriei grupurilor de transformare continue. 
În linii mari, un grup Lie este un grup continuu, adică unul ale cărui elemente sunt descrise de mai mulți parametri reali. Astfel, grupurile Lie oferă un model natural pentru conceptul de simetrie continuă, cum ar fi simetria de rotație tridimensională. Grupurile Lie sunt utilizate pe scară largă în multe părți ale matematicii și fizicii moderne. Motivația inițială a lui Lie pentru introducerea acestor grupuri era de a modela simetriile continue ale ecuațiilor diferențiale, în același mod în care grupurile finite sunt folosite în teoria lui Galois pentru a modela simetriile discrete ale ecuațiilor algebrice. 

## Vedere generală

Mulțimea tuturor numerelor complexe de modul 1 (corespunzătoare punctelor de pe cercul cu centrul în origine și rază 1 în planul complex) este un grup Lie în raport cu înmulțirea complexă:.

Grupurile Lie sunt varietăți diferențiabile⁠(d) de clasă C∞ și, ca atare, pot fi studiate folosind calculul diferențial, spre deosebire de grupurile topologice⁠(d) mai generale. Una dintre ideile cheie din teoria grupurilor Lie este aceea de a înlocui obiectul global, grupul, cu versiunea sa locală sau liniarizată, pe care Lie îl numește „grup infinitezimal” și care de atunci a devenit cunoscut sub numele de algebră Lie⁠(d) a acestuia. 
Grupurile Lie joacă un rol enorm în geometria modernă, pe mai multe niveluri diferite. Felix Klein susținea în programul său Erlangen⁠(d) că se pot lua în considerare diverse „geometrii” prin specificarea unui grup de transformare adecvat care lasă anumite proprietăți geometrice invariante⁠(d). Astfel, geometria euclidiană corespunde cu alegerea grupului E(3)⁠(d) al transformărilor de conservare la distanță a spațiului Euclidian {\displaystyle \mathbb {R} ^{3}}, geometria conformală⁠(d) corespunde lărgirii grupului la grupul conformal⁠(d), în timp ce în geometria proiectivă interesul îl constituie proprietățile invariabile în raport cu grupul proiectiv⁠(d). Această idee a dus mai târziu la noțiunea de structură G⁠(d), unde G este un grup Lie al simetriilor „locale” ale unei varietăți. 
Grupurile Lie (și algebrele lor Lie asociate) joacă un rol major în fizica modernă, grupul Lie având de obicei rolul unei simetrii a unui sistem fizic. Aici sunt deosebit de importante reprezentările⁠(d) grupului Lie (sau algebrelor Lie⁠(d) ale acestora). Teoria reprezentării este utilizată pe scară largă în fizica particulelor⁠(d). Printre grupurile ale căror reprezentări au o importanță deosebită se numără grupul de rotație SO(3)⁠(d) (sau acoperirea sa dublă SU(2)⁠(d)), grupul unitar special SU(3)⁠(d) și grupul Poincaré⁠(d). 
La nivel „global”, oricând un grup Lie acționează⁠(d) asupra unui obiect geometric, cum ar fi o varietate riemanniană⁠(d) sau simplectică, această acțiune furnizează o măsură a rigidității și produce o structură algebrică bogată. Prezența simetriilor continue exprimate prin acțiune de grup Lie⁠(d) asupra unei varietăți produce constrângeri puternice asupra geometriei sale și facilitează analiza⁠(d) varietății. Acțiunile liniare asupra grupurilor Lie sunt deosebit de importante, și sunt studiate în teoria reprezentării.
În anii 1940–1950, Ellis Kolchin⁠(d), Armand Borel⁠(d), și Claude Chevalley și-au dat seama că multe rezultate fundamentale referitoare la grupurile Lie pot fi dezvoltate complet algebric, dând naștere la teoria grupurilor algebrice⁠(d) definite pe un corp arbitrar. Această perspectivă a deschis noi posibilități în algebra pură, oferind o construcție uniformă pentru cele mai multe grupuri simple finite⁠(d), precum și în geometria algebrică. Teoria formelor automorfe⁠(d), o ramură importantă a teoriei numerelor moderne, se ocupă în mare măsură de analoagele grupurilor Lie în inelele adelice⁠(d); grupurile Lie p-adice⁠(d) joacă un rol important, prin intermediul conexiunilor lor cu reprezentările Galois din teoria numerelor. 

## Definiții și exemple
Un grup Lie real este un grup care este și o varietate reală, în care operațiile de grup de multiplicare și găsire a simetricului sunt aplicații netede. Această ultimă proprietate a multiplicării grupului 
{\displaystyle \mu \colon G\rightarrow G\quad \mu (x,y)=xy}
înseamnă că μ este o aplicație netedă, definită pe varietatea produsului cartezian G × G cu valori în G. Aceste două cerințe pot fi combinate cu unica cerință ca aplicația 
{\displaystyle (x,y)\mapsto x^{-1}y}
să fie o aplicație netedă definită pe varietatea produs cartezian cu valori în G.

### Primele exemple
- Matricele inversabile reale 2 × 2 formează un grup în raport cu înmulțirea, notat cu GL(2, R)⁠(d) sau cu GL2(R):

{\displaystyle \operatorname {GL} (2,\mathbf {R} )=\left\{A={\begin{pmatrix}a&b\\c&d\end{pmatrix}}:\det A=ad-bc\neq 0\right\}.}
Acesta este un grup tetradimensional, real, necompact, Lie; este o submulțime deschisă a lui {\displaystyle \mathbb {R} ^{4}}. Acest grup este neconex; are două componente conexe care corespund valorilor pozitive și negative ale determinantului.
- Matricele de rotație formează un subgrup al lui GL(2, R), notat cu SO(2, R). El este în sine un grup Lie în sine: anume, un grup compact, unidimensional, conex, care este difeomorf cucercul. Folosind unghiul de rotație φ ca parametru, acest grup poate fi parametrizat după cum urmează:

Nu s-a putut interpreta (MathML cu fallback pe SVG sau PNG (recomandat pentru browserele moderne și uneltele de accesibilitate): Răspuns incorect („Math extension cannot connect to Restbase.”) de la serverul „http://localhost:6011/ro.wikipedia.org/v1/”:): {\displaystyle  \operatorname{SO}(2, \mathbf{R}) =\left\{\begin{pmatrix} \cos\varphi & -\sin \varphi \\ \sin \varphi & \cos \varphi \end{pmatrix}:  \varphi\in\mathbf{R}/2\pi\mathbf{Z}\right\}. }

Adunarea unghiurilor corespunde multiplicării elementelor din SO(2, R), iar găsirea unghiului invers corespunde operației de găsire a simetricului. Astfel, atât înmulțirea, cât și găsirea simetricului sunt aplicații diferențiabile.
- Grupul afin de dimensiune 1⁠(d) este un grup Lie de matrice bidimensionale, constând din matrice reale, superior triunghiulare, de dimensiune 2 × 2, primul element de pe diagonală fiind pozitiv, iar cel de-al doilea fiind 1. Astfel, grupul constă din matrici de forma

{\displaystyle A=\left({\begin{array}{cc}a&b\\0&1\end{array}}\right),\quad a>0,\,b\in \mathbb {R} .}

### Exemplu de grup care nu este un grup Lie
Urmează un exemplu de grup cu un număr nenumărabil de elemente care nu este un grup Lie în cadrul unei anumite topologii. Grupul dat de 
{\displaystyle H=\left\{\left.\left({\begin{matrix}e^{2\pi i\theta }&0\\0&e^{2\pi ia\theta }\end{matrix}}\right)\right|\theta \in \mathbb {R} \right\}\subset \mathbb {T} ^{2}=\left\{\left.\left({\begin{matrix}e^{2\pi i\theta }&0\\0&e^{2\pi i\phi }\end{matrix}}\right)\right|\theta ,\phi \in \mathbb {R} \right\},}{\displaystyle H=\left\{\left.\left({\begin{matrix}e^{2\pi i\theta }&0\\0&e^{2\pi ia\theta }\end{matrix}}\right)\right|\theta \in \mathbb {R} \right\}\subset \mathbb {T} ^{2}=\left\{\left.\left({\begin{matrix}e^{2\pi i\theta }&0\\0&e^{2\pi i\phi }\end{matrix}}\right)\right|\theta ,\phi \in \mathbb {R} \right\},}
cu {\displaystyle a\in \mathbb {R} \setminus \mathbb {Q} } un număr irațional fix, este un subgrup al torului {\displaystyle \mathbb {T} ^{2}} care nu este un grup Lie atunci când primește topologia de subspațiu⁠(d). Dacă luăm orice vecinătate mică U a unui punct h din H, de exemplu, porțiunea de H din U este neconexă. Grupul H se înfășoară repetat în jurul torului și formează un subgrup dens al lui {\displaystyle \mathbb {T} ^{2}}. 

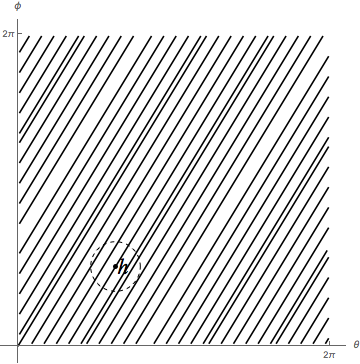
O porțiune a grupului H înăuntrul lui. Mici vecinătăți ale elementului sunt neconexe în topologia de submulțime pe H

Grupul H poate, totuși, să primească o topologie diferită, în care distanța dintre două puncte {\displaystyle h_{1},h_{2}\in H}este definită ca lungimea celei mai scurte căi în grupul H care leagă h1 de h2. În această topologie, H este identificat homeomorf cu dreapta reală prin identificarea fiecărui element cu numărul θ din definiția lui H. Cu această topologie, H este doar grupul numerelor reale în raport cu acunarea și este, prin urmare, un grup Lie. 
Grupul H este un exemplu de „subgrup Lie” al unui grup Lie care nu este închis.

### Grupuri Lie matriciale
Fie GL(n; C) denota grupul matricelor n × n inversabile cu elemente din C. Orice subgrup închis al lui GL(n, C) este un grup Lie; Grupurile Lie de acest fel se numesc grupuri Lie matriciale. Deoarece cele mai multe dintre exemplele interesante ale grupurilor Lie pot fi realizate ca grupuri Lie matriciale, unele manuale se concentrează doar asupra acestei clase, inclusiv a cărțile lui Hall și Rossmann. Restricționarea atenției asupra grupurile Lie matriciale simplifică definirea algebrei Lie și a aplicației exponențiale. Următoarele sunt exemple standard de grupuri Lie matriciale. 
- Grupurile liniare speciale⁠(d) peste R și C, SL(n, R) și SL(n, C) constând din matrice n × n cu determinantul 1 și elemente din R sau C
- Grupurile unitare⁠(d) și grupurile unitare speciale, U(n) și SU(n), constând din matrice n × n complexe care satisfac U* = U−1 (și det(U) = 1 în cazul SU(n))
- Grupurile ortogonale și grupurile ortogonale speciale, O(n) și SO(n), constând din matrice n × n reale care satisfac RT = R−1 (și det(R) = 1 în cazul SO(n))

Toate exemplele precedente se încadrează în categoria grupurilor clasice⁠(d). 

### Concepte înrudite
Un grup Lie complex este definit în același mod folosind varietăți complexe⁠(d) în locul celor reale (exemplu: SL(2, C)) și, similar, folosind o completare metrică alternativă a lui Q, se poate defini un grup p-adic Lie peste numerele p-adice⁠(d), un grup topologic în care fiecare punct are o vecinătate p-adică. A cincea problemă a lui Hilbert⁠(d) a pus întrebarea dacă înlocuirea varietăților diferențiabile cu cele topologice sau analitice poate da noi exemple. Răspunsul la această întrebare s-a dovedit a fi negativ: în 1952, Gleason⁠(d), Montgomery⁠(d) și Zippin⁠(d) au arătat că dacă G este o varietate topologică cu operații continue de grup, atunci există o structură analitică exactă pe G, care o transformă într-un grup Lie. Dacă mulțimii de bază i se permite să fie infinit dimensională (de exemplu, o varietate Hilbert⁠(d)), atunci se ajunge la noțiunea de grup neliniar infinit-dimensional. Este posibil să se definească analoage ale multor grupuri Lie pe corpuri finite⁠(d) și acestea oferă cele mai multe exemple de grupuri finite simple⁠(d). 
Limbajul teoriei categoriilor oferă o definiție concisă pentru grupurile Lie: un grup Lie este un obiect de grup⁠(d) în categoria grupurilor⁠(d) de clasă C∞. Acest lucru este important, deoarece permite generalizarea noțiunii de grup Lie la supergrupurile Lie⁠(d). 

### Definiție topologică
Un grup Lie poate fi definit ca grup topologic (Hausdorff) care, în apropierea elementului neutru, arată ca un grup de transformare, fără a se face referire la varietăți diferențiate. În primul rând, se definește un grup imers liniar Lie, care este un subgrup G al grupului liniar general {\displaystyle GL(n,\mathbb {C} )} astfel încât 
1. pentru o anumită vecinătate V a elementului neutru e din G, topologia pe V este topologia de subspațiu a lui {\displaystyle GL(n,\mathbb {C} )}și V este închisă în {\displaystyle GL(n,\mathbb {C} )}.
2. G are cel mult multe un număr numărabil de componente conexe.

(De exemplu, un subgrup închis al lui {\displaystyle GL(n,\mathbb {C} )}; adică, un grup Lie matricial satisface condițiile de mai sus. ) 
Atunci, un grup Lie este definit ca un grup topologic care (1) este izomorf la nivel local în apropierea elementului neutru cu un grup Lie imers liniar și (2) are cel mult un număr numărabil de componente conexe. Demonstrarea că definiția topologică este echivalentă cu cea uzuală este complexă.